# ایوار رایگ
ایوار رایگ (استونیایی: Ivar Raig؛ زادهٔ ۲۵ مارس ۱۹۵۳) اقتصاددان، سیاستمدار و نماینده سابق مجلس اهل استونی است.